# Basic Rate Interface

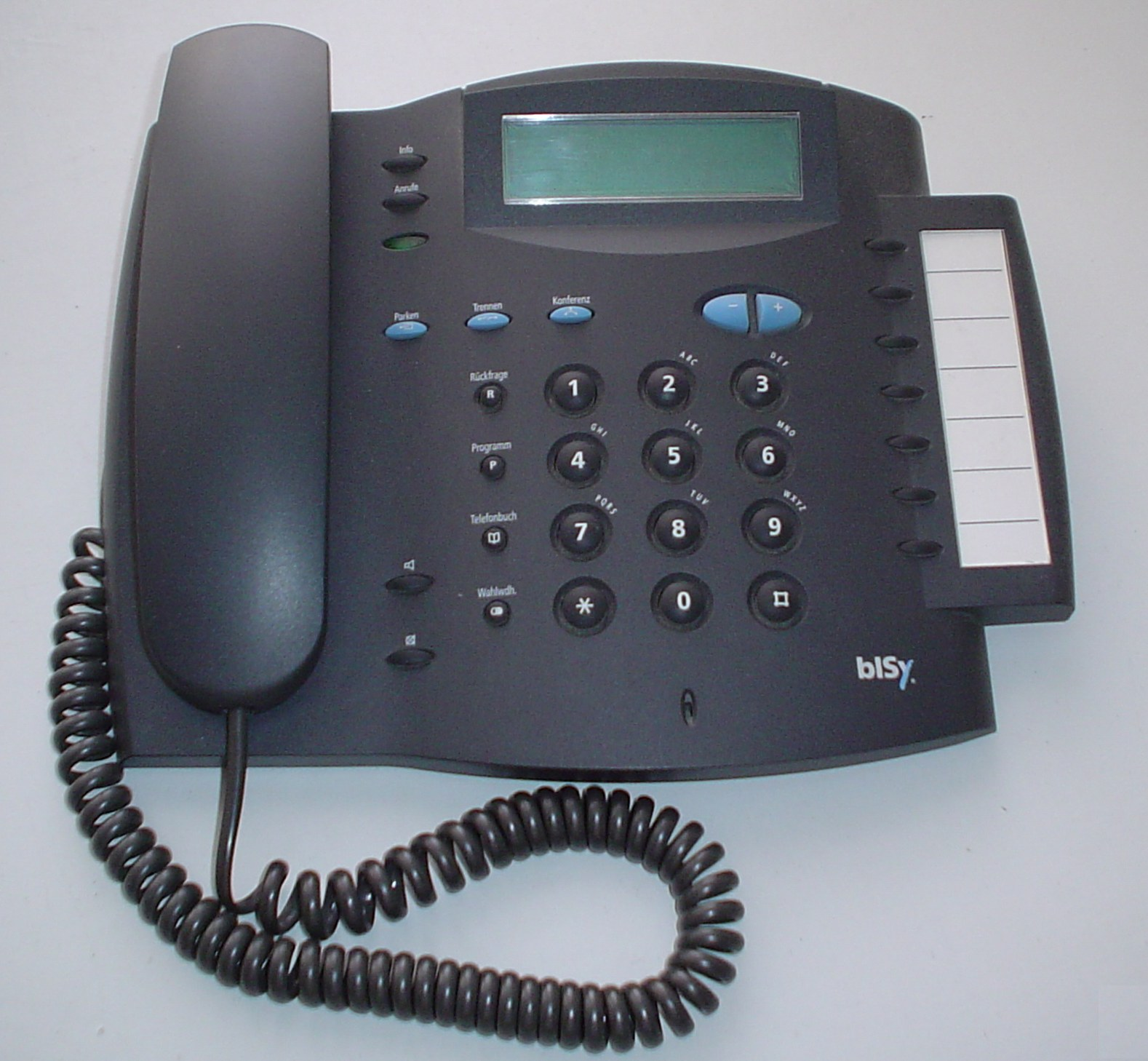
Un telèfon RDSI

La interfície de velocitat bàsica (BRI, 2B+D, 2B1D) o l'accés bàsic és una configuració de xarxa digital de serveis integrats (XDSI) destinada principalment a utilitzar-se en línies d'abonat similars a les que s'han utilitzat durant molt de temps per al servei telefònic de qualitat de veu. Com a tal, una connexió XDSI BRI pot utilitzar la infraestructura telefònica existent en una empresa.
La configuració BRI proporciona 2 canals de dades (portador) (canals B) a 64 kbit/s cadascun i 1 canal de control (delta) (canal D) a 16 kbit/s. Els canals B s'utilitzen per a dades de veu o d'usuari, i el canal D s'utilitza per a qualsevol combinació de dades, control/senyalització i xarxes de paquets X.25. Els 2 canals B es poden agregar mitjançant l'enllaç de canals proporcionant una velocitat de dades total de 128 kbit/s. El servei BRI XDSI s'instal·la habitualment per a serveis residencials o per a petites empreses (PABX XDSI) a molts països.
A diferència del BRI, la configuració de la interfície de velocitat primària (PRI) proporciona més canals B i funciona a una velocitat de bits més alta.

## Interfícies físiques
El BRI es divideix en dues seccions: a) cablejat intern (punt de referència S/T o S-bus) des del terminal RDSI fins a la terminació de xarxa 1 (NT1) i b) transmissió des de l'NT1 a l'oficina central (punt de referència U).
- La part interna es defineix a I.430 produït per la Unió Internacional de Telecomunicacions (ITU). La interfície S/T (S0) utilitza quatre cables; un parell per a l'enllaç ascendent i un altre parell per a l'enllaç descendent. Ofereix un mode de funcionament full-duplex. El protocol I.430 defineix paquets de 48 bits que comprenen 16 bits del canal B1, 16 bits del canal B2, 4 bits del canal D i 12 bits utilitzats per a la sincronització. Aquests paquets s'envien a una velocitat de 4 kHz, donant com a resultat una velocitat de bits bruta de 192 kbit/s i - donant les velocitats de dades esmentades anteriorment - un rendiment màxim possible de 144kbit/s. El S 0 ofereix un funcionament punt a punt o punt a multipunt; Longitud màxima: 900 m (punt a punt), 300 m (punt a multipunt).
- La interfície Up utilitza dos cables. La taxa de bits bruta és de 160 kbit/s; Rendiment de 144 kbit/s, sincronització de 12 kbit/s i manteniment de 4 kbit/s. Els senyals del punt de referència U estan codificats per dues tècniques de modulació: 2B1Q a Amèrica del Nord, Itàlia i Suïssa, i 4B3T en altres llocs. Depenent de la longitud del cable aplicable, s'implementen dues varietats, UpN i Up0. La interfície Uk0 utilitza un parell de cables amb cancel·lació d'eco per al cable de l'última milla llarga entre la central telefònica i el terminador de la xarxa. La longitud màxima d'aquesta secció BRI és d'entre 4 i 8 km.[4]